# Pushtwangers
Pushtwangers var en svensk rockgrupp som under 1980-talet utgjorde betydande del av Stockholms underground- och alternativrockscen. Även om det stora genombrottet uteblev var gruppens säregna blandning av powerpop, punk- och garagerock sannolikt med och banade väg för den alternativrockvåg som sköljde över landet knappt ett decennium senare, med band som Atomic Swing, The Hellacopters, Backyard Babies, The Hives, The Soundtrack of Our Lives m.fl. i spetsen. 
Pushtwangers har vid tillfällen beskrivits som ”det mest australiska bandet i Sverige” och ”the missing link between Beach Boys and Sex Pistols”, vilket är träffande då låtarna ofta bygger på melodiösa gitarriff och stämsång till rått ackompanjemang i högt tempo.  
Första spelningen gjordes på rockklubben RITZ sent 1983, varvid en mini-LP släpptes kort därpå. Åren som följde turnerade bandet flitigt runtom i Skandinavien och delar av Europa. Under denna tid spelades även första fullängdsalbumet in och släpptes tidigt 1986. Följande år genomfördes bl.a. en fyra månaders turné i Australien.
I samband med tredje skivsläppet 1988 uteblev en planerad USA-turné då det amerikanska skivbolaget gick i konkurs. 1990 klev bandet in i studion för att producera sin (hittills) sista skiva med bara nyskrivet material. Inspelningen drog ut på tiden och blev i slutändan mer digital än tidigare produktioner.         
Kort efter fjärde skivsläppet la Pushtwangers ned efter gemensamt beslut. Tillfälliga återföreningar har skett genom åren och ett samlingsalbum (nyinspelningar av gamla + två nyskrivna låtar) släpptes 2005.

## Diskografi[4]
- Pushtwangers (mini LP, 1984)
- Here we go again (1986)
- Don't be afraid (1988)
- Push that twang into motion (1991)
- We are the Pushtwangers... and you’re not (2005)